# Макарцівське газоконденсатне родовище
Макарцівське газоконденсатне родовище — газоконденсатне родовище, що належить до Глинсько-Солохівського газонафтоносного району Східного нафтогазоносного регіону України.

## Опис
Розташоване в Полтавській області на відстані 15 км від м. Полтава.
Знаходиться в центральній частині приосьової зони Дніпровсько-Донецької западини в межах Семенцівсько-Мачуської групи структур. Абазівське і Макарцівське підняття, розділені субмеридіональним скидом амплітудою 100—200 м, виявлені в 1960 і 1978 рр. Макарцівська структура розділена поздовжніми скидами на 3 блоки, кожному з яких притаманна самостійна гідродинамічна система. Перший промисловий приплив газу та конденсату отримано з відкладів серпуховського ярусу з інт. 4764-4779 м у 1978 р.
Поклади пластові, пов'язані з тектонічно екранованими та літологічно обмеженими пастками. Режим покладів газовий. Запаси початкові видобувні категорій А+В+С1: газу — 600 млн м³; конденсату — 39 тис. т.